# Psychotria conocarpa
Psychotria conocarpa är en måreväxtart som beskrevs av Cornelis Eliza Bertus Bremekamp. Psychotria conocarpa ingår i släktet Psychotria och familjen måreväxter. Inga underarter finns listade i Catalogue of Life.